# Diversitat LGTBI Alacant
Diversitat LGTBI Alacant (también Diversitat LGTBI de Alicante o Diversitat de les Comarques d'Alacant, en valenciano) es una ONG alicantina constituida como asociación sin ánimo de lucro, registada como entidad de acción social de la Comunidad Valenciana,  que se fundó el 23 de abril de 2001 por un grupo de activistas motivados por la situación de discriminación legal y marginación social que sufren las personas homosexuales, bisexuales y transexuales.
El principal objetivo del colectivo es la denuncia pública del odio hacia lesbianas, gais, transexuales y bisexuales, así como la prevención, información, coordinación y asesoramiento relacionados con la infección por VIH/Sida y otros temas de salud. Es también conocida por su experiencia formando profesorado para combatir el acoso y la violencia escolar homofóbica, bifóbica y transfóbica en las aulas, así como la atención a las víctimas de delitos de odio, tanto psicológica como penal.
Su actividad se desarrolla en la lucha en contra de la desigualdad y en contra de la discriminación a través de la educación, la sensibilización y las acciones basadas en la reivindicación de la igualdad y de la no discriminación. Su trabajo se caracteriza por la acción social ciudadana y participativa, denuncia del abuso y de la LGTBfobia y cualquier acto de discriminación por motivo de orientación sexual o identidad de género. 
Diversitat LGTBI Alacant se caracteriza además por ser un movimiento solidario, que potencia las luchas conjuntas, especialmente aquellas que tienen que ver con la violencia, la exclusión social o cualquier tipo de discriminación, sean o no específicas del colectivo al que representa. Así, apoya la lucha de las mujeres por la Igualdad de género y en contra del machismo, la lucha del Pueblo gitano, y el apoyo a la diversidad cultural por la equiparación de derechos, en contra del racismo o la xenofobia o la lucha en contra de la pobreza, la exclusión o la protección de las personas vulnerables, la infancia y la juventud.
Según los estatutos de la entidad, la asociación tiene carácter provincial, y su organización interna es comarcal, con sede en Alicante ciudad.

## Historia

### Movimiento LGTB en Alicante
Previamente a la constitución y legalización de las asociaciones en Alicante, existían referentes locales de la igualdad y del movimiento LGTB alicantino. El conocido activista Toni Forat y otros, que desde los años 70 comenzaron a reivindicar la igualdad y la diversidad desde sus locales o negocios, convirtiéndose en referentes. En esa época hubo movimientos que no se consolidaron y que finalmente desembocaron en que no hubiera un movimiento articulado y permanente hasta el 2001, cuando se funda Decide-T. 
Durante los años 80 y 90 existían agrupaciones y asociaciones como Lambda Alicante y la asociación juvenil ARCO, que aunque no se llegaron a consolidar como movimiento de carácter permanente reivindicaron la lucha por la libertad y la igualdad. En ese periodo, al igual que ocurrirá en el eje mediterráneo (fundamentalmente en Valencia y Cataluña) el movimiento LGTB se comienza a organizar y empiezan a gestarse organizaciones más estructuradas que desembocan en asociaciones registradas y legalizadas.
Hay que señalar, además, que la unión de todos estos movimientos es la que permite que se consolide una entidad social y ciudadana como Decide-T. 

### Periodo de 2001 a 2010. Fundación de Decide-T.
El 5 de abril de 2001, reunidos en Alicante un grupo de activistas por los derechos de gais y lesbianas entre los que se encontraban Loli Sevilla, Sergio Antonio García-Rubio Güeto, Víctor Lechón Núñez, liderados por Teresa Cano constituyen la asociación Decide-T de Lesbianas y Gais de Alicante y aprueban los primeros estatutos que establecen como fines "la lucha por la equiparación de los derechos de lesbianas y gais en el marco civil y la integración total de la comunidad gay dentro del marco social- económico actual de la provincia de Alicante", según se detalla en su acta fundacional.
En el año 2002 que Decide-T entra a formar parte de la Federación Estatal de Lesbianas, Gais, Transexuales y Bisexuales, FELGTB, organización a la que todavía pertenece Diversitat, siendo la entidad de referencia de la FELGTB en la provincia de Alicante. 
Durante ese tiempo, Decide-T realiza sus actividades de forma más o menos continuada y autogestionada, sin prácticamente ayuda de ninguna administración pública y con el único apoyo de sus activistas y socios y socias.

### Periodo 2010- 2016. Cambio de denominación social y I Congreso.
Es en la Asamblea del 25 de septiembre de 2010, cuando se produce un cambio radical no sólo en la composición de la directiva sino también en la forma de funcionar. En esta Asamblea y de forma transitoria se elige Presidente a Ángel Amaro quien junto al secretario de oganización Juan David Santiago inician este proceso de transición hacia una entidad capaz de dar respuesta a las demandas y necesidades del colectivo LGTBI de Alicante.
A partir del año 2011, Juan David Santiago, reconocido activista y referente social de Alicante, toma las riendas de la asociación e insta la modificación del nombre, pasando a denominarse, Diversitat LGTBI Alacant.
Es también este año 2011 cuando se organiza de una manera más representativa, reivindicativa y coherente el Orgullo de Alicante bajo el mismo criterio de recorrido y modelo de manifestación. El Orgullo de Alicante es un evento que se celebra desde entonces el tercer sábado de julio y que cada vez cuenta con más apoyos de sindicatos, partidos políticos, colectivos sociales, ciudadanos en general.

#### I Congreso de Diversitat LGTBI d'Alacant
El 1 de febrero de 2014, Diversitat celebró su I Congreso, aprobándose una ponencia marco de contenido estratégico que determinó las líneas de trabajo de la asociación para el periodo 2014-2017. Este documento, que contiene entre otras cuestiones la creación de los Premios Angie Simonis, que ese año celebraron su primera edición, fue elaborado y defendido por Toño Abad, activista y socio colaborador de Diversitat. El congreso aprueba la propuesta del documento marco de organización territorial, la constitución de las secciones de Diversitat en Elche, Alt Vinalopó y Vinalopó Mitjà.

#### Política de acuerdos
Una de las estrategias que han marcado el período 2011-2016 de Diversitat ha sido la consolidación de las relaciones con numerosos colectivos, tanto LGTB como sociales, y la red de alianzas que se han constituido con otras entidades. Esta relación ha permitido a Diversitat ocupar espacios sociales, políticos y de reivindicación que antes no ocupaba, convirtiendo a Diversitat en un interlocutor con administraciones, entidades y partidos.
Diversitat forma parte de la Plataforma Feminista de Alicante (PFA), del Consell de la Joventut d'Alacant (CJA)
En 2014 se firman acuerdos y convenios con distintas Instituciones como Universitat d’Alacant, Ayuntamientos como Pinoso, Orihuela, Sant Joan, que se suman a los que ya se habían firmado con los sindicatos CC.OO y UGT. 
También se firma por primera vez acuerdos y convenios con formaciones políticas como el PSOE, Compromís o Izquierda Unida.

#### Visibilidad como entidad.
En esta etapa, comprendida entre los años 2010 a 2016, la asociación gana visibilidad como entidad. Se consolida un programa anual de actividades marcado por la celebración de las fechas más importantes para la comunidad LGTBI como Día Internacional contra la Homofobia, Transfobia y Bifobia, así como el Día de la Despatologización de las identidades Trans, el Día Mundial de la lucha contra del SIDA, etc, haciendo que la asociación ganase en espacios ciudadanos y sociales en la calle. Es en esta etapa cuando las principales centrales sindicales se vinculan al proyecto de Diversitat y visibilizan su lucha colaborando en distintos eventos, que culminan con la participación de Diversitat en la Cumbre Social de Alicante.

### Año 2016. Nuevo equipo directivo.
El 27 de agosto de 2016, en el salón de actos del Museo de Arte Contemporáneo de Alicante, MACA,  se produce la renovación de los órganos de representación de la entidad, siendo elegido secretario general por un periodo de tres años Toño Abad, activista LGTBI y por los Derechos Humanos de Alicante.
El nuevo proyecto para Diversitat contempla la revitalización de las áreas, la celebración del XV Aniversario de Diversitat como movimiento asociativo permanente y consolidado, el refuerzo de la lucha contra la discriminación y la puesta en marcha de una oficina técnica para que se centralice el trabajo y se profesionalicen las actividades. Así mismo pretende consolidar el modelo de Orgullo Alacant y los premios Angie Simonis. En su equipo cuenta con numerosos activistas reconocidos de la provincia y su interés se centra en recuperar el área transexual y darle contenido, un área asistencial dirigida por expertos en psicología, un área jurídica para el asesoramiento legal de personas LGTB. Durante este periodo se ha solicitado que Diversitat pase a ser una entidad de pleno derecho del Consell de la Joventut d'Alacant.  El nuevo equipo directivo ha puesto en marcha el Plan de Atención a la Diversidad en los municipios de la provincia de Alicante, con medidas concretas para la protección y atención de la diversidad en ciudades y municipios de la provincia,  y un Plan de Formación del Profesorado que se ha elaborado en colaboración con los CEFIRE, que dependen de Consellería de Educación. Así mismo, ha presentado un plan para mantener y poner en valor la memoria histórica de la asociación y de sus activistas.

#### XV Aniversario de Diversitat
Durante el 2017 Diversitat celebrará el XV Aniversario como movimiento asociativo consolidado y permanente, con la realización de exposiciones de fotografía y obra gráfica comisariada por el fotógrafo David Sardaña, mesas redondas y una edición especial de los premios Angie Simonis.
Bajo el lema "15(+1) anys de lluita per la diversitat sexual y de génere" se celebrarán distintos actos que pondrán el acento en la importancia del movimiento asociativo LGTB y en el trabajo que han realizado los y las activistas de Diversitat, primero DecideT, a lo largo de la historia de la asociación.

## 2022-Actualidad Órganos de Representación y Áreas
Existen dos tipos de áreas de trabajo, las transversales, como cultura, educación, ocio, jove, internacional y derechos humanos o salud y las identitarias, como el área trans, área de políticas lésbicas y feminismos y el área de bisexualidad. Desde el 21 de octubre de 2022 la organización estructural queda así:  

### Junta Directiva
| Cargos Junta Directiva      |                       |
| --------------------------- | --------------------- |
| Presidente                  | Juan David Santiago   |
| Portavocía Trans y Gerencia | Toni Díaz             |
| Portavocía LES y Familias   | Jessica Mª Rico       |
| Portavocía BI y Formación   | Daniel Sempere        |
| Secretaría                  | Mª Jesús López        |
| Gestión Económica           | Samuel Belmonte       |
| Comunicaciones, Universitat | J. Vicente Rico Pérez |

### Áreas y grupos de trabajo
| Áreas de la Comisión Directiva |                      |
| ------------------------------ | -------------------- |
| Área de Políticas Lésbicas     | Jessica Rico         |
| Familias                       | Jessica Rico         |
| Área Trans                     | Toni Díaz            |
| Escola d'Activisme             | Juan David Santiago  |
| Formación                      | Daniel Sempere       |
| Comarques                      | Samuel Belmonte      |
| Universidad                    | J.Vicente Rico Pérez |

## Observatorio Valenciano contra los Delitos de Odio por Motivos de Orientación sexual e Identidad de Género (OVDO)
El 17 de enero de 2017 Diversitat constituyó el Observatorio Valenciano contra los Delitos de Odio por Motivos de Orientación Sexual e Identidad de Género con las siguientes funciones: 
- Atender a las víctimas de delitos de odio a través de la asistencia psicológica y legal especializada
- Coordinar a las administraciones públicas con el fin de erradicar la homofobia, la bifobia y la transfobia.
- Realizar estudios e investigaciones especializada en la materia.

En el Observatorio participa la Universidad de Alicante a través de la formación y evaluación, así como en la elaboración de un sistema de recogida sistemática de datos y de formación de personal docente e investigador. Cualquier entidad LGTBI de la Comunidad Valenciana puede tener representación en el mismo Observatorio. 

## Relación con otras organizaciones
Diversitat pertenece a la Federación Estatal de Lesbianas, Gais, Transexuales y Bisexuales, FELGTB, es miembro observadora del Consell de la Joventut d'Alacant, miembro del órgano permanente de la Plataforma Feminista de Alicante (PFA) y forma parte de la Cumbre Social de Alicante con otras asociaciones, partidos políticos y sindicatos. 
Así mismo, Diversitat ha suscrito numerosos convenios con sindicatos como UGT-PV, CCOO, partidos como PSOE, IU o Compromís, e instituciones académicas como la Universidad de Alicante, institución con la que colabora a través de la Unidad de Apoyo a la Diversidad recientemente constituida, siendo una entidad impulsora de la misma.

## Presidentes y presidentas de Diversitat
| Periodo         | Nombre                  |
| --------------- | ----------------------- |
| 2001-2003       | Teresa Cano             |
| 2003-2005       | José Ramón Samper       |
| 2005-2006       | Juan Antonio Férriz     |
| 2006-2008       | Angie Simonis           |
| 2008-2010       | Manuel Antonio Velandia |
| 2010            | Josep Fuster            |
| 2010-2011       | Ángel Amaro             |
| 2011-2016       | Juan David Santiago     |
| 2016-2022       | Toño Abad               |
| 2022-Actualidad | Juan David Santiago     |